# Phyllogomphoides apiculatus
Phyllogomphoides apiculatus es una libélula de la familia de las libélulas topo (Gomphidae). Es una especie endémica de México. Fue descrita por Carl Cook y Enrique González-Soriano en el año 19901.

## Clasificación y descripción
Phyllogomphoides es un género de libélulas neotropicales que se distribuyen desde el sureste de E.U.A. haste el norte de Chile y Argentina2. El género está compuesto por 46 especies descritas, 12 de las cuales se encuentran en México, y de estas, 6 son endémicas: Phyllogomphoides apiculatus, P. danieli, P. indicatrix, P. luisi, P. pacificus y P. nayaritensis2,3. Phyllogomphoides es el grupo hermano de  Gomphoides e Idiogomphoides y juntos forman la tribu Gomphoidini2.
Esta especie está muy relacionada con P. pacificus, de la que se puede distinguir por diferencias en los apéndices caudales: en P. apiculatus los cercos son casi completamente rectos, mientras que en P. pacificus y P. nayaritensis son ondulados; la espina ventro basal es menor en P. apiculatus (0.12 mm) que en P. pacificus y P. nayaritensis (0.25 mm); en P. apiculatus se encuentra una espina acuminada en los ápices expandidos del ángulo ventro apical, mientras que en P. pacificus y P. nayaritensis está ausente; el largo del epiprocto en P. apiculatus es de 1.25 mm, en P. pacificus es 1.15 mm1.

## Distribución
Vive en los Estados de Guerrero, Jalisco, Michoacán, Nayarit, Oaxaca y Sinaloa4.

## Hábitat
Se le encuentra en ríos rocosos de corriente rápida en áreas abiertas o semi-forestadas con vegetación riparia en las orillas5.

## Estado de conservación
En México no se encuentra en ninguna categoría de riesgo. La Lista Roja de la IUCN (International Union for Conservation of Nature) la tiene catalogada como una especie de preocupación menor (Least Concern: LC)5.